# 網掛川
網掛川（あみかけがわ）は、鹿児島県霧島市溝辺町竹子（たかぜ）に源を発し、姶良市を流れて鹿児島湾（錦江湾）に注ぐ二級河川である。

## 地名の由来
かつてこの川で漁師が漁をしていたところ、地蔵菩薩の木像が網に掛かって引き揚げられたという故事があることから網掛川という名前が付けられた。網掛川最下流に掛かる国道10号の橋である網掛橋のあたりであったとされる。引き揚げた地蔵像は河口付近に庵を造って祀っていたが、後に鹿児島市内に移され、天文館の南側に今も残る「地蔵角」という地名の語源となった。その後、元の庵があった場所には新しい地蔵像を造って祀ってある。

## 地理
霧島市溝辺町竹子に源流があり、ほぼ南のほうへ流れて溝辺町有川と溝辺町麓の境界付近を通り姶良市に流れ込む。姶良市内では、旧加治木町内を一貫して流れており、加治木町小山田を南流し、ここで溝辺町麓に源流があり溝辺町崎森を経由して流れる崎森川（さきもりがわ）が合流する。加治木町小山田の南部には板井手の滝という落差の小さな滝がある。加治木町反土と加治木町木田の境界付近を流れて、シラス台地から姶良平野へ流下するところで落差46 mの龍門滝を形成している。
支流の宇曽木川（うそのきがわ/うそぬきがわ、宇曽ノ木川・獺貫川とも）は、溝辺町有川に源流があり、ほぼ南流して姶良市に入り、加治木町辺川・加治木町西別府・加治木町木田を流れてここで網掛川に合流する。途中溝辺町有川には、1987年（昭和62年）に完成した灌漑目的の竹山ダムがある。
以降は旧加治木町の平野部の市街地を屈曲しながら南流して鹿児島湾に注ぐ。左岸は加治木町反土、右岸は加治木町木田におおむね属するが、市街地では1957年（昭和32年）2月にこれらの地域を分割して作られた町名が別にあり、左岸側には加治木町本町・加治木町港町が、右岸側には加治木町新生町・加治木町錦江町がある。

## 歴史
鉄道が建設されるまでは、網掛川の河口付近は港としての機能を持っていた。現在の姶良市から鹿児島市へ通じる海岸沿いの国道10号に当たる道路は明治になってから建設されたもので、それまでは白銀坂を使って台地の上に登って通行しなければならなかった。このことから、姶良郡や伊佐郡などの鹿児島県中央部から鹿児島市へ向かう人や物資は多くが加治木から船を利用することになり、その発着地として網掛川とその沿岸が利用されていた。加治木の町は交通の離合集散の地として大きく繁栄していた。鉄道が開通するとこの賑わいは失われることになった。以降は加治木港が海岸部に建設されて姶良郡方面の建設資材や菱刈鉱山の金鉱石などを取り扱うようになっている。近年では、網掛川の堤防沿いに加治木港の新岸壁が整備され、5,000トン級の船が入港できるようになっている。
かつては、梅雨の時期になると洪水を起こし、しばらく雨が降らないと干上がる川であった。源流に近い竹子地区では、水の取り合いで石を投げあっていたために「竹子の石には角がない」と言われるほどであった。利水の面では江戸時代から用水路の整備が進められ、また近年では灌漑用の竹山ダムが完成している。治水の面でも河川改修が進み、洪水を起こすことはまずみられなくなった。
2025年（令和7年）8月8日、集中豪雨により霧島市隼人町、姶良市加治木町地内で氾濫。多数の浸水家屋が出たほか、道路橋、護岸などが流失。